# آل ابوفارع (یمن)
 آل ابوفارع  (در عربی:  آل أَبوفارَع )
نام روستایی است در دهستان بَنُو فایَش از توابع استان جَوف در کشور یمن در شبه جزیره عربستان.

## جمعیت
جمعیت آن (۱۰۷) نفر (۱۰ خانوار) می‌باشد.